# Archie League
Archie W. League (Poplar Bluff, Misuri; 19 de agosto de 1907-Annandale, Virginia; 1 de octubre de 1986) es considerado el primer controlador de tráfico aéreo.

## Carrera
Fue un mecánico de aviación que ejerció en las cercanías de Misuri e Illinois en una especie de circo volante ("flying circus") antes de empezar a controlar el tráfico aéreo en St. Louis hiring convirtiéndose en el primer controlador de tráfico aéreo en EE. UU. ya en el año 1929. Archie fue contratado en las instalaciones aeronáuticas de San Luis, Misuri (hoy en día conocidas como Lambert-St. Louis International Airport). Antes de que fuera contratado en las instalaciones de la torre de radio, por aquel entonces era un hombre que empleaba unas banderas con las que dirigía el tráfico de forma visual mediante su uso en las pistas. Cuando la torre de radio se instaló a comienzos de los años 1930s, él se convirtió en el primer controlador aéreo que empleaba la radio.  League en aquella época intentó conseguir la licenciatura en Ingeniería aeronáutica. League se unió a los servicios federales en 1937. Empezando a ser director de los servicios de la FAA llegando a ser retirado en 1973. Durante cerca de 36 años de carrera ayudó a desarrollar los procedimientos de la "Federal Air Traffic Control". La asociación de controladores de tráfico profesionales (NATCA) hizo que nominara a Archie con la medalla de la seguridad.